# Saison 2015 de l'équipe cycliste Bretagne-Séché Environnement
La saison 2015 de l'équipe cycliste Bretagne-Séché Environnement est la onzième saison de l'équipe. Elle est dirigée par Emmanuel Hubert.

## Préparation de la saison 2015

### Arrivées et départs
| Arrivées           | Équipe 2014        |
| ------------------ | ------------------ |
| Matthieu Boulo     | Raleigh-GAC        |
| Frédéric Brun      | BigMat-Auber 93    |
| Maxime Cam         | BIC 2000           |
| Pierrick Fédrigo   | FDJ.fr             |
| Jonathan Hivert    | Belkin             |
| Yauheni Hutarovich | AG2R La Mondiale   |
| Kévin Ledanois     | CC Nogent-sur-Oise |
| Daniel McLay       | Lotto-Belisol U23  |

| Départs               | Équipe 2015          |
| --------------------- | -------------------- |
| Erwann Corbel         | VC Pays de Loudéac   |
| Clément Koretzky      | Vorarlberg           |
| Vegard Stake Laengen  | Joker                |
| Benjamin Le Montagner | UC Nantes Atlantique |

## Coureurs et encadrement technique

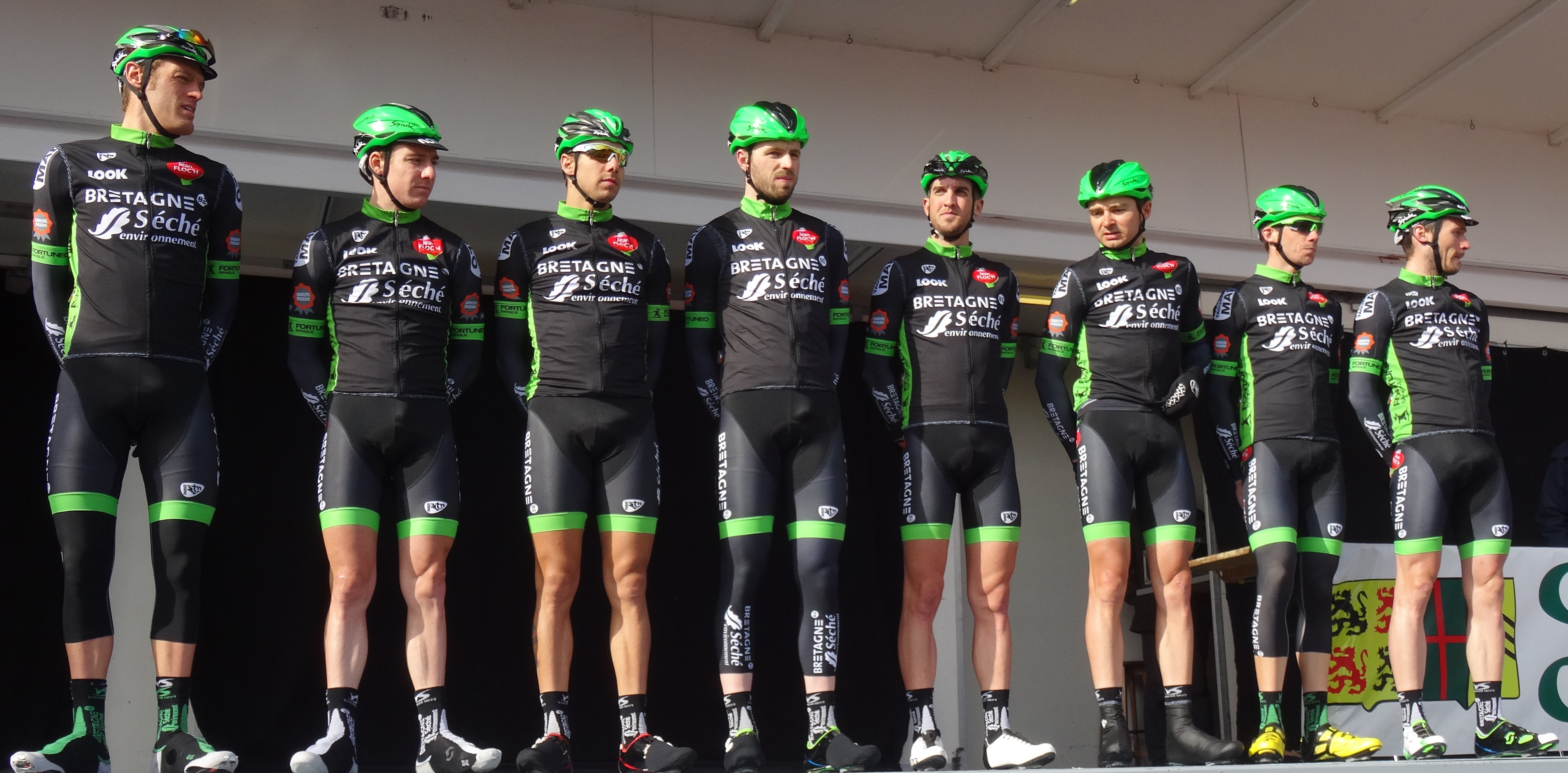
L'équipe lors du départ du Samyn 2015 à Quaregnon.

### Effectif
| Cycliste            | Date de naissance | Nationalité | Équipe 2014                  |  |
| ------------------- | ----------------- | ----------- | ---------------------------- |  |
| Jean-Marc Bideau    | 8 avril 1984      | France      | Bretagne-Séché Environnement |  |
| Matthieu Boulo      | 11 mai 1989       | France      | Raleigh-GAC                  |  |
| Frédéric Brun       | 18 août 1988      | France      | BigMat-Auber 93              |  |
| Maxime Cam          | 9 juillet 1992    | France      | BIC 2000                     |  |
| Anthony Delaplace   | 11 septembre 1989 | France      | Bretagne-Séché Environnement |  |
| Pierrick Fédrigo    | 30 novembre 1978  | France      | FDJ.fr                       |  |
| Brice Feillu        | 26 juillet 1985   | France      | Bretagne-Séché Environnement |  |
| Romain Feillu       | 16 avril 1984     | France      | Bretagne-Séché Environnement |  |
| Armindo Fonseca     | 1er mai 1989      | France      | Bretagne-Séché Environnement |  |
| Arnaud Gérard       | 6 octobre 1984    | France      | Bretagne-Séché Environnement |  |
| Florian Guillou     | 29 décembre 1982  | France      | Bretagne-Séché Environnement |  |
| Jonathan Hivert     | 23 mars 1985      | France      | Belkin                       |  |
| Yauheni Hutarovich  | 29 novembre 1983  | Biélorussie | AG2R La Mondiale             |  |
| Benoît Jarrier      | 1er février 1989  | France      | Bretagne-Séché Environnement |  |
| Christophe Laborie  | 5 août 1986       | France      | Bretagne-Séché Environnement |  |
| Kévin Ledanois      | 13 juillet 1993   | France      | CC Nogent-sur-Oise           |  |
| Daniel McLay        | 3 janvier 1992    | Royaume-Uni | Lotto-Belisol U23            |  |
| Pierre-Luc Périchon | 4 janvier 1987    | France      | Bretagne-Séché Environnement |  |
| Eduardo Sepúlveda   | 13 juin 1991      | Argentine   | Bretagne-Séché Environnement |  |
| Florian Vachon      | 2 janvier 1985    | France      | Bretagne-Séché Environnement |  |
| Stagiaire           | Date de naissance | Nationalité | Équipe 2015                  |  |
| Franck Bonnamour    | 20 juin 1995      | France      | BIC 2000                     |  |
| Caio Godoy          | 24 avril 1995     | Brésil      | Centre mondial du cyclisme   |  |
| Valentin Madouas    | 12 juillet 1996   | France      | BIC 2000                     |  |

Portraits
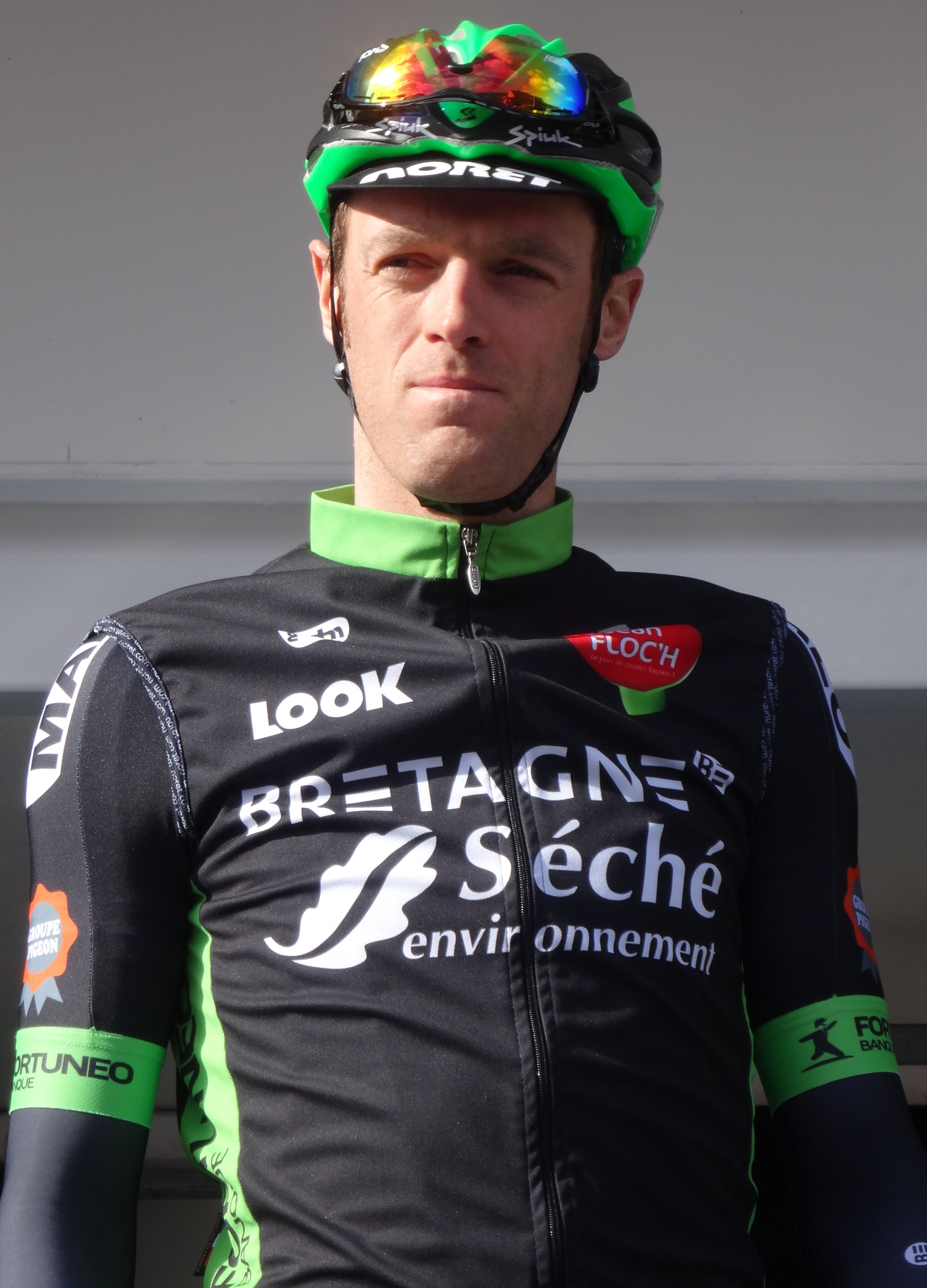
Arnaud Gérard.
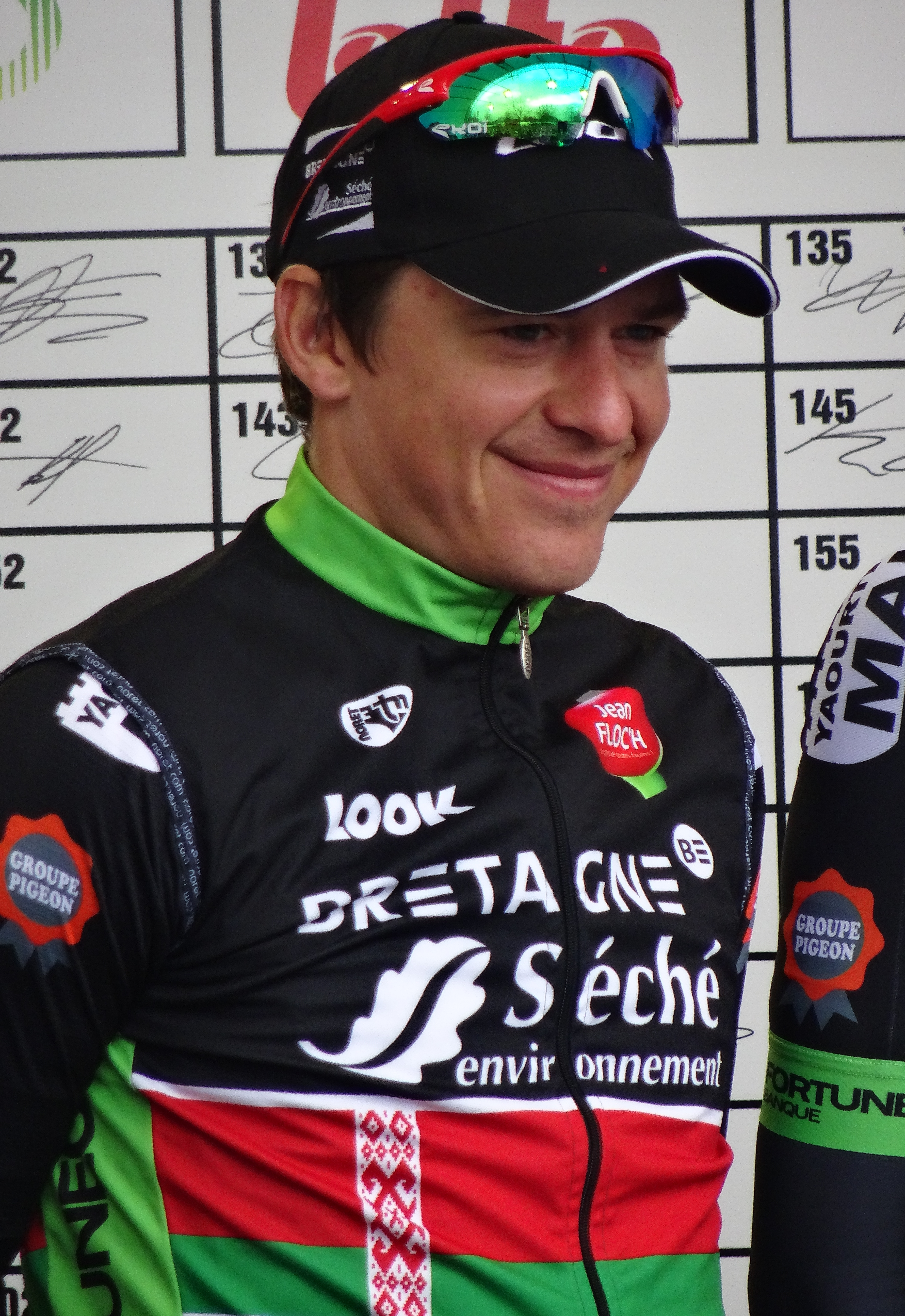
Yauheni Hutarovich.
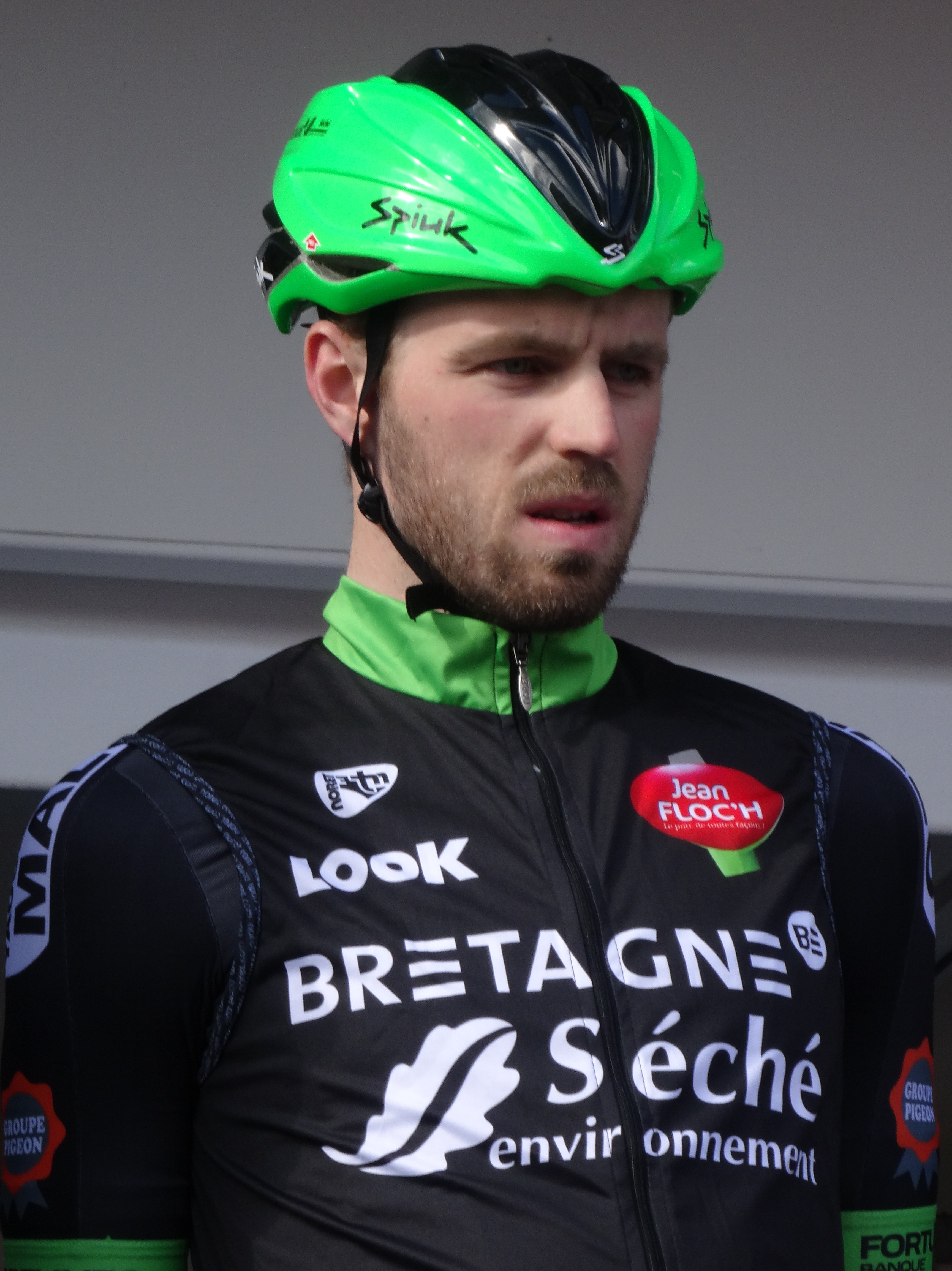
Daniel McLay.
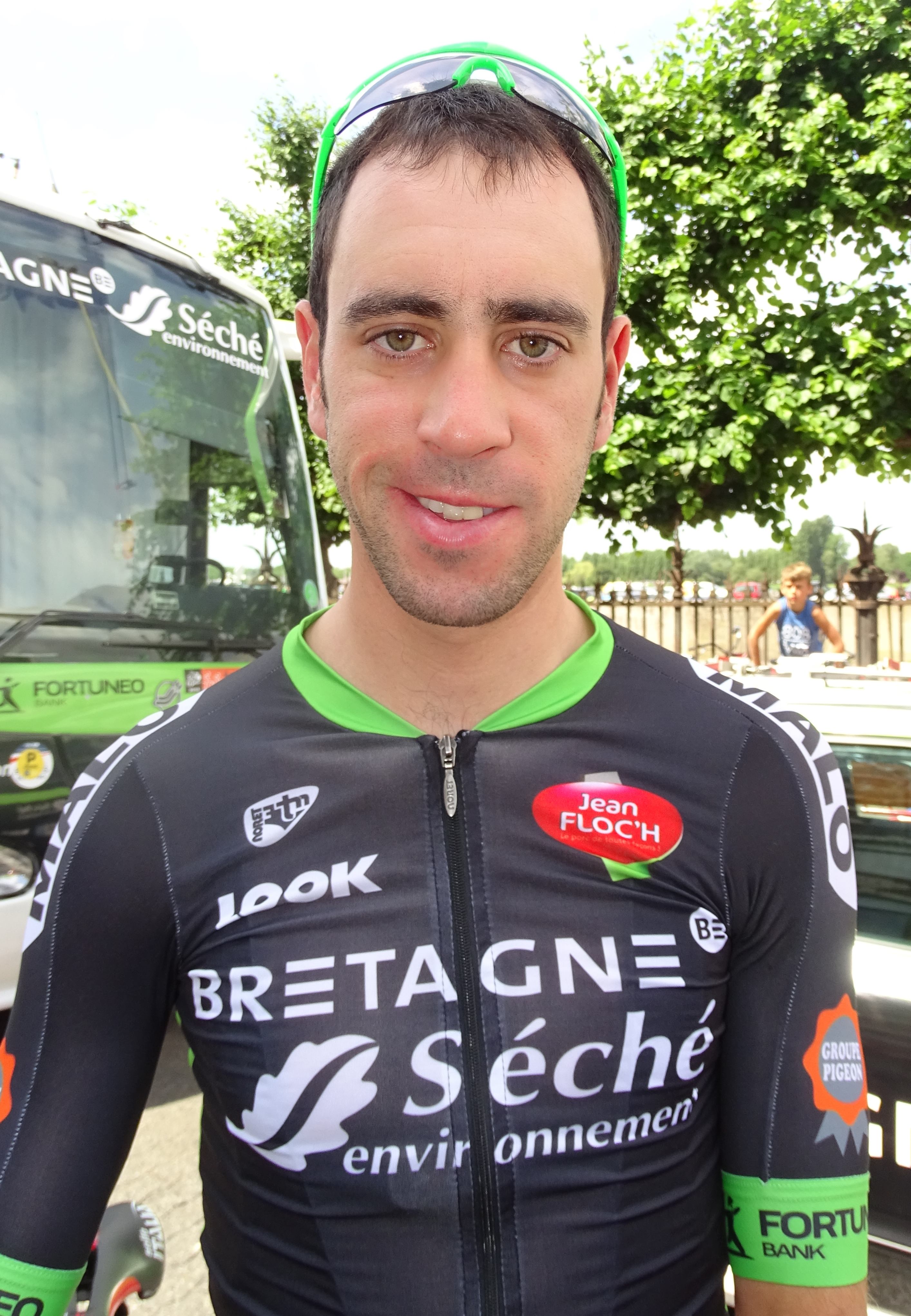
Eduardo Sepúlveda.
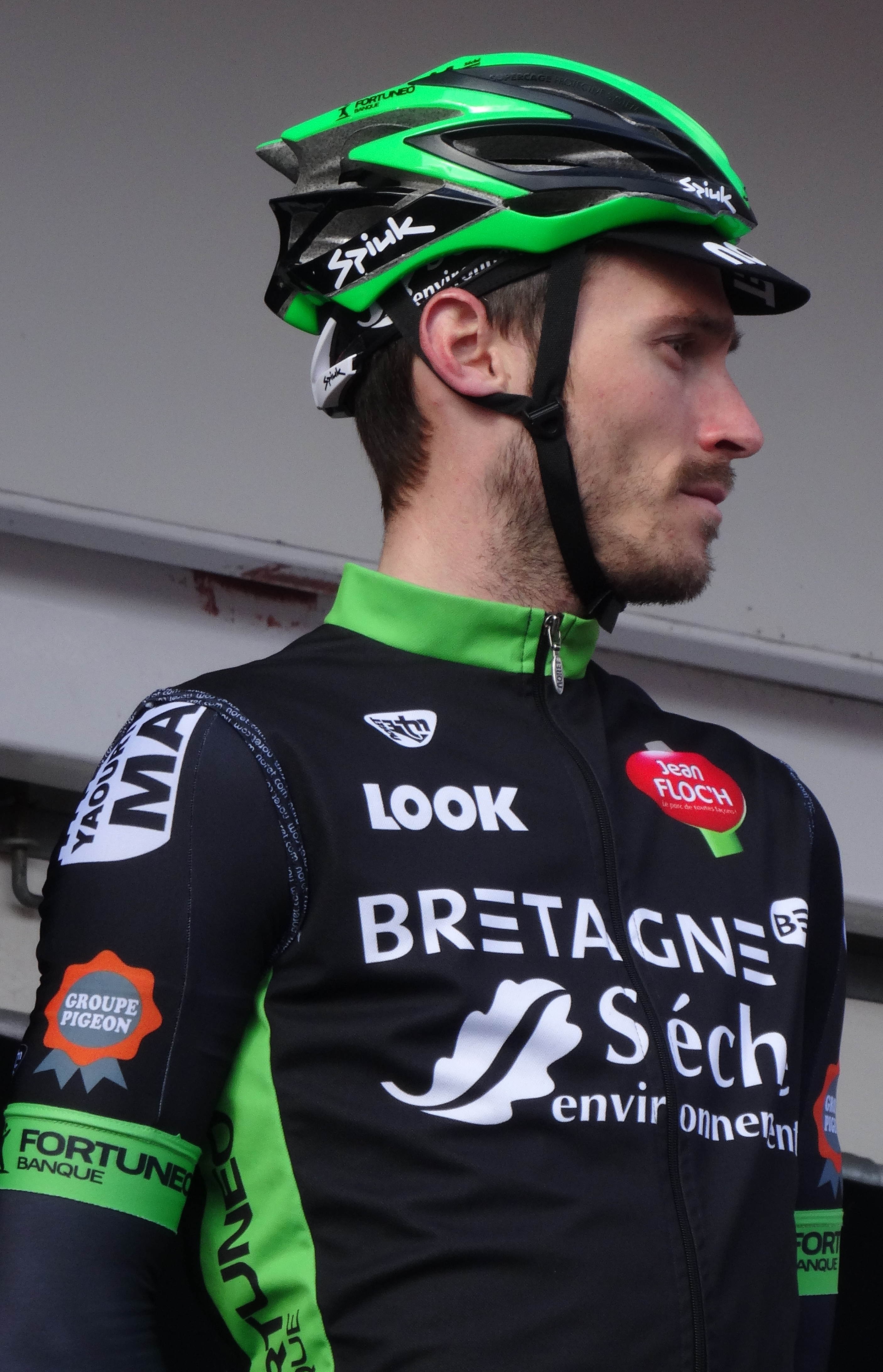
Florian Vachon.

## Bilan de la saison

### Victoires

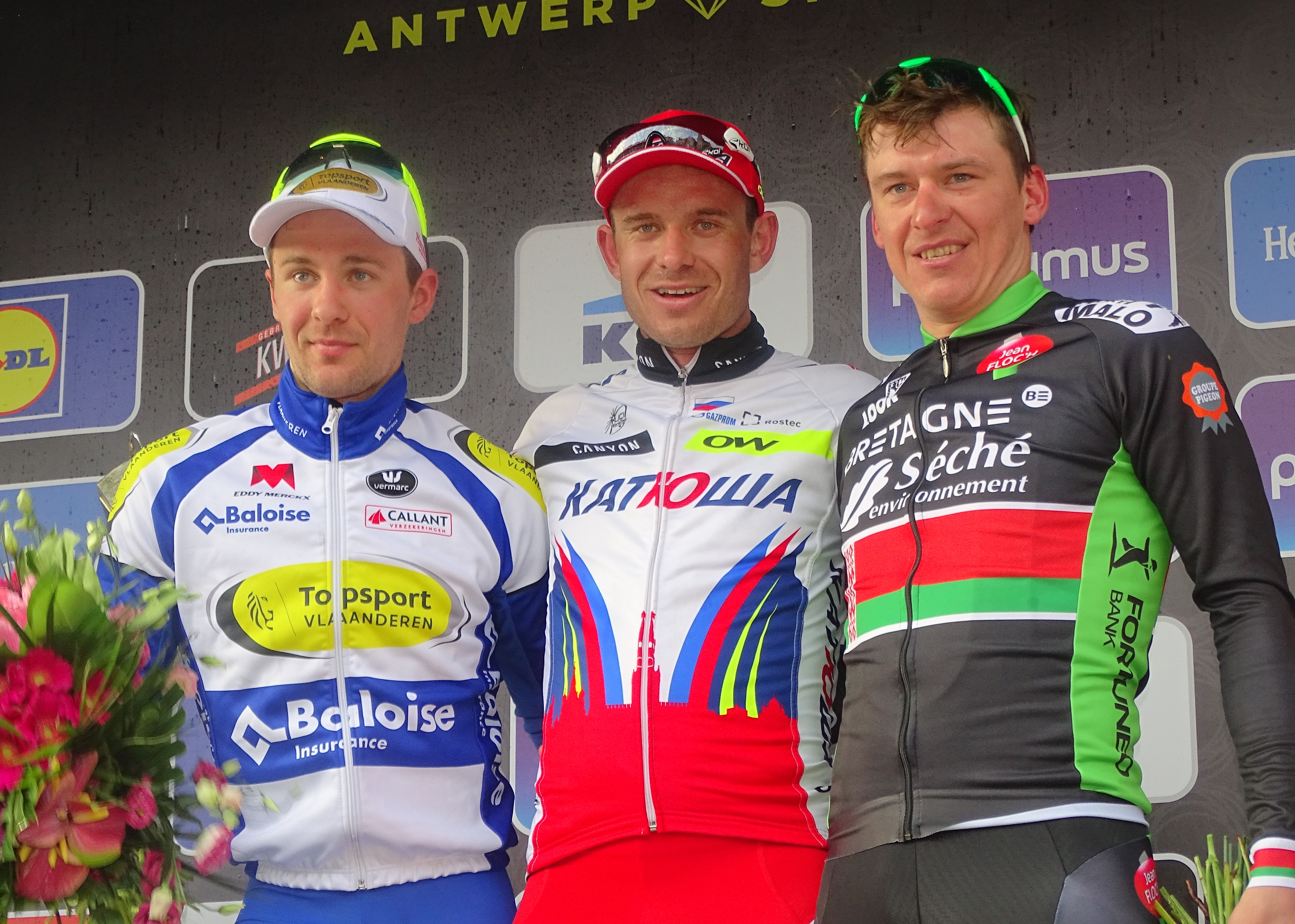
Podium de l'édition 2015 du Grand Prix de l'Escaut : Edward Theuns (2e), Alexander Kristoff (1er) et Yauheni Hutarovich (3e).

| Date       | Course                                | Pays   | Classe | Vainqueur          |
| ---------- | ------------------------------------- | ------ | ------ | ------------------ |
| 18/02/2015 | 3e étape de la Tropicale Amissa Bongo | Gabon  | 2.1    | Daniel McLay       |
| 20/02/2015 | 5e étape de la Tropicale Amissa Bongo | Gabon  | 2.1    | Yauheni Hutarovich |
| 21/02/2015 | 7e étape de la Tropicale Amissa Bongo | Gabon  | 2.1    | Yauheni Hutarovich |
| 22/02/2015 | 8e étape de la Tropicale Amissa Bongo | Gabon  | 2.1    | Yauheni Hutarovich |
| 28/02/2015 | Classic Sud Ardèche                   | France | 1.1    | Eduardo Sepúlveda  |
| 22/03/2015 | Cholet-Pays de Loire                  | France | 1.1    | Pierrick Fédrigo   |
| 03/04/2015 | Route Adélie de Vitré                 | France | 1.1    | Romain Feillu      |
| 25/08/2015 | 1re étape du Tour du Poitou-Charentes | France | 2.1    | Arnaud Gérard      |

### Résultats sur les courses majeures
Les tableaux suivants représentent les résultats de l'équipe dans les principales courses du calendrier international dans lesquelles l'équipe bénéficie d'une invitation. Pour chaque épreuve est indiqué le meilleur coureur de l'équipe, son classement ainsi que les accessits glanés par Bretagne-Séché Environnement sur les courses de trois semaines.

#### Classiques
| Classique            | Milan-San Remo | Tour des Flandres | Paris-Roubaix        | Liège-Bastogne-Liège | Tour de Lombardie |
| -------------------- | -------------- | ----------------- | -------------------- | -------------------- | ----------------- |
| Coureur (classement) | Non invitée    | Non invitée       | Benoît Jarrier (38e) | Non invitée          | Non invitée       |

#### Grands tours
| Grand tour           | Tour d'Italie | Tour de France         | Tour d'Espagne |
| -------------------- | ------------- | ---------------------- | -------------- |
| Coureur (classement) | Non invitée   | Pierrick Fédrigo (52e) | Non invitée    |
| Accessits            | -             | -                      | -              |

### Classements UCI

#### UCI Africa Tour
L'équipe Bretagne-Séché Environnement termine à la 7e place de l'Africa Tour avec 95 points. Ce total est obtenu par l'addition des points des huit meilleurs coureurs de l'équipe au classement individuel, cependant seuls trois coureurs sont classés,.
| Rang | Coureur            | Points |
| ---- | ------------------ | ------ |
| 39   | Yauheni Hutarovich | 59     |
| 72   | Daniel McLay       | 29     |
| 168  | Anthony Delaplace  | 7      |

#### UCI America Tour
L'équipe Bretagne-Séché Environnement termine à la 12e place de l'America Tour avec 144 points. Ce total est obtenu par l'addition des points des huit meilleurs coureurs de l'équipe au classement individuel, cependant seuls trois coureurs sont classés,.
| Rang | Coureur            | Points |
| ---- | ------------------ | ------ |
| 17   | Kévin Ledanois     | 100    |
| 89   | Eduardo Sepúlveda  | 35     |
| 281  | Yauheni Hutarovich | 9      |